# Свети Елевтерий (Пиргите)
 Тази статия е за храма в квартала Депо.  За храма в квартала Ставруполи вижте Свети Елевтерий (Ставруполи).  
„Свети Елевтерий“ (на гръцки: Ι. Ν. Αγίου Ελευθερίου) е църква в македонския град Солун, енорийски храм на Солунската епархия на Вселенската патриаршия, под управлението на Църквата на Гърция. Разположена е на едноименния площад „Агиос Елевтериос“ в квартала Пиргите.
На мястото на днешния храм в 1916 година по време на Националната схизма Временното правителство на националната отбрана на Елевтериос Венизелос построява храм „Свети Елевтерий“ в отговор на действията на привържениците на крал Константинос I по ремонта на църквата „Св. св. Константин и Елена“, разположена на територията на корпуса на НАТО на улиците „Стратос“ и „3 Септемвриос“. Църквата е осветена през 1929 година. Тъй като не стига за увеличеното население, е решено да се построи нов храм. Основният камък на храма е положен в 1948 година от митрополит Генадий Солунски заедно с основния камък на Първо основно училище в съседство. Старата църква не е разрушена, а новата трикорабна базилика е изградена около нея. Строежът ѝ приключва в 1957 година и старият храм във вътрешността е премахнат. Открита е от митрополит Пантелеймон I Солунски на 27 май 1962 година.
В храма се пазят мощи на Свети Елевтерий, ценна икона на Света Богородица и смятана за свещена икона на Свети Елевтерий.
Под църквата е параклисът „Свети Христофор“, сграда от 50-те години. Енорийски параклис е и „Свети Василий“ в двора на сградата на Област Централна Македония.